# Princesse Marie (rose)
‘Princesse Marie’ est un cultivar de rosier grimpant obtenu en 1829 par le rosiériste français Jacques, jardinier de la famille d'Orléans à Neuilly, et distribué par Lévêque. Il est dédié à la princesse Marie d'Orléans (1813-1839), fille de Louis-Philippe, future duchesse de Wurtemberg et sculptrice. Ce rosier ancien est toujours fort apprécié par les amateurs de roses romantiques dans de nombreux pays.

## Description
Il s'agit d'un hybride de Rosa sempervirens pouvant atteindre 3 à 4 mètres de hauteur, parfois plus sous un climat clément. Ses roses moyennes (6 cm de diamètre) et doubles (26-40 pétales) en forme de coupe fleurissent abondamment en grappes énormes et généreuses sur de longs rameaux souples. Ses fleurs sont d'un rose franc à un rose carné et s'éclaircissent au fur et à mesure. La floraison unique a lieu en juin-juillet pendant au moins trois semaines. Ce rosier résiste à des températures de -27/-30 degrés.
Son feuillage vert foncé s'harmonise avec les teintes tendres des fleurs.
Il est parfait pour couvrir des palissades, des arches ou des pergolas.

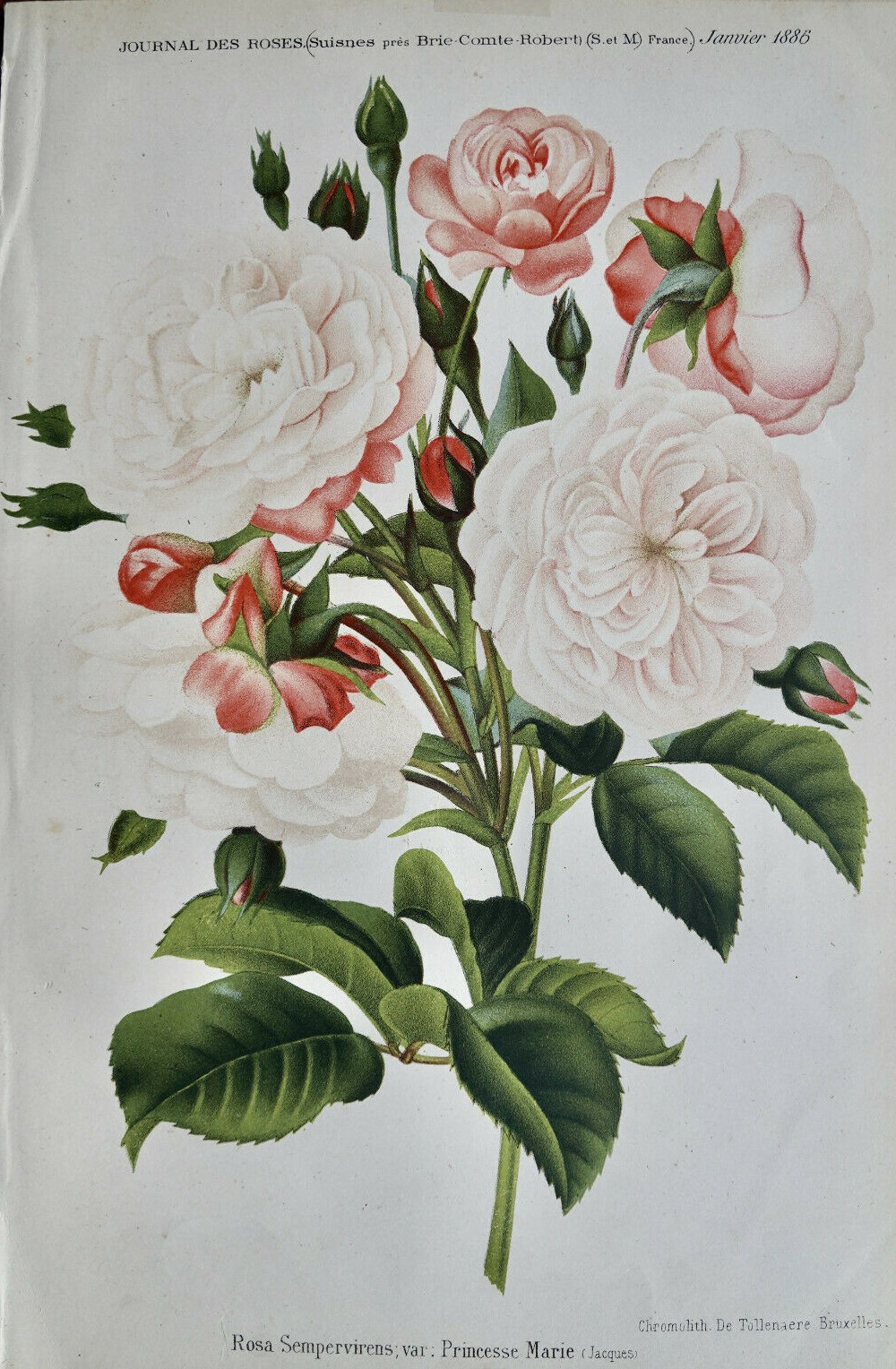
Chromolithographie dans le Journal des roses, janvier 1886.
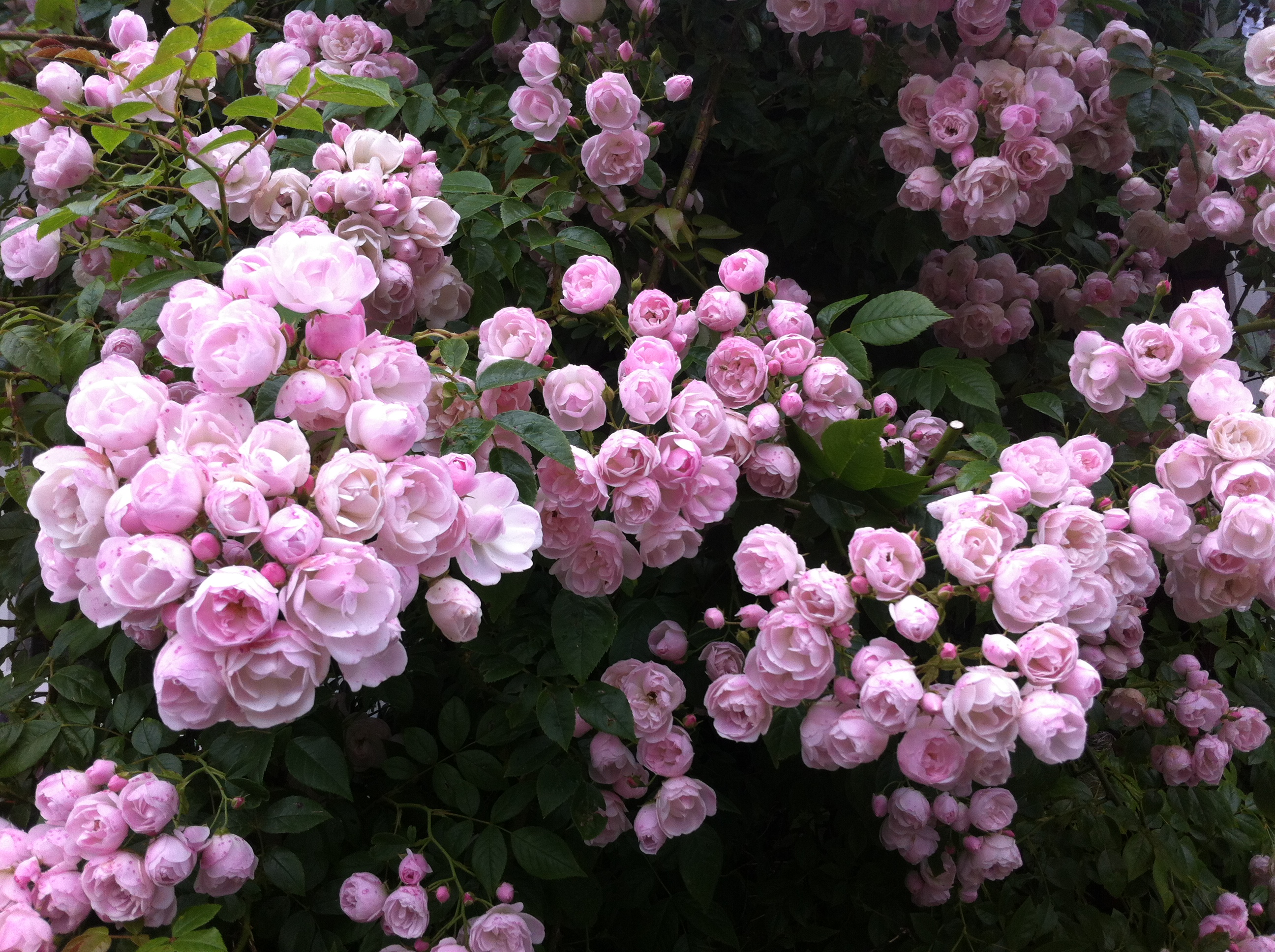
Rosier grimpant ‘Princesse Marie’ en fleurs.
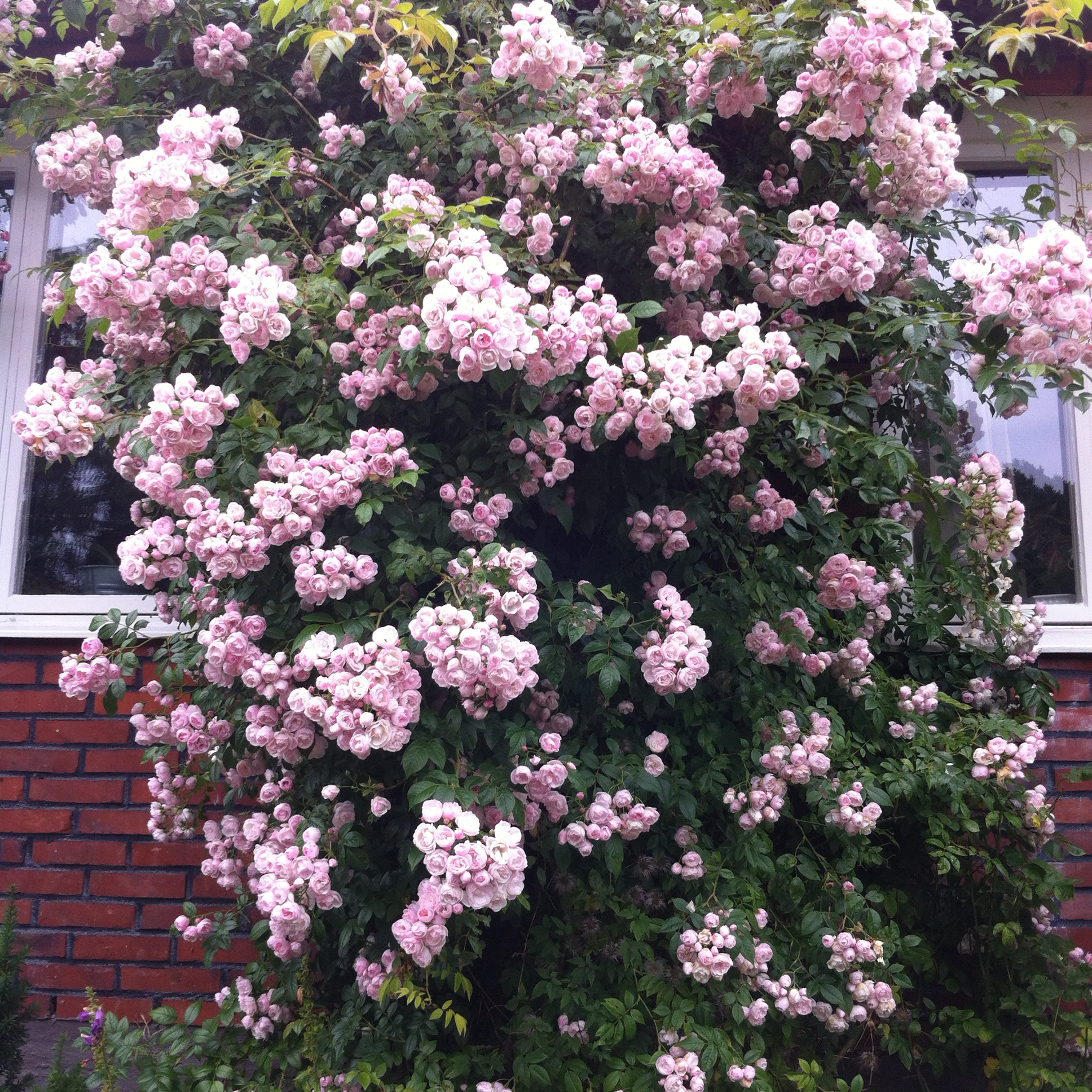
Rosier ‘Princesse Marie’ près de Göteborg en Suède.